# Opération Tamour
L'opération Tamour est une opération militaire menée par l'Armée française du 9 août 2012 au  27 novembre 2013 en Jordanie. Elle consiste à envoyer un détachement sanitaire afin de prendre en charge les nombreux réfugiés et blessés à la suite de la guerre civile syrienne.

## Historique
Le détachement, composé initialement d'une cinquantaine d'éléments de l'antenne chirurgicale no 8 de Brest s'est installé le 10 août 2012 au camp de Zaatari à une dizaine de kilomètres de la frontière syrienne. Ce camp a la capacité d'accueillir jusqu'à 113 000 réfugiés.
Le 27 novembre 2013, une cérémonie officielle a été organisée au camp de Za’atari en Jordanie. Cette cérémonie a marqué la fin du mandat de l’opération Tamour. Les capacités médicales civiles et militaires présentes sur le camp suffisent à absorber l’ensemble des besoins des réfugiés. Cette évolution a rendu marginale la présence d’un GM composé de militaires. Son désengagement a donc été décidé. L’ensemble des 80 militaires issus des trois armées et du service de santé des armées composant la mission terminent fin le conditionnement d’un peu plus d’une douzaine de conteneurs, du matériel et quelques véhicules pour un retour fin 2013.

## Unités
Au cours de cette opération, différents moyens militaires ont été mobilisés :
- antenne chirurgicale no 8 ;
- détachement énergie du 1er REG[4] ;
- détachement de la 13e DBLE[5] (13 personnes) ;
- centre d'épidémiologie et de santé publique des armées (CESPA) (4 Médecins de santé publique).

## Bilan
D’août 2012 à décembre 2013, le groupement médical a réalisé 350 interventions chirurgicales lourdes, 22 000 consultations au profit des réfugiés et des victimes des combats en Syrie. 38 000 enfants de moins de 5 ans ont été vaccinés contre la rougeole.